# Polen i olympiska vinterspelen 1984
Polen deltog med 30 deltagare vid de olympiska vinterspelen 1984 i Sarajevo. Ingen av landets deltagare erövrade någon medalj.